# Parc Estate
Parc Estate ist eine Siedlung im Quarter (Distrikt) Laborie im Süden des Inselstaates St. Lucia in der Karibik. 2015 hatte der Ort 106 Einwohner.

## Geographie
Die Siedlung liegt zusammen mit Mondesir („Meine Lust“) im Süden der Insel, im Hinterland und an der Grenze zum Parish Choiseul im Westen. Das Gebiet ist auch das Quellgebiet von Doree River und den Quellflüssen des Balembouche River, unter anderem der Ravine Mahaut. Im Umkreis liegen die Siedlungen Debreuil (W), Saltibus (N), Daban (NO) und Giraud (O) und Gayabois (S).
| Debreuil | Saltibus                                    | Daban    |
| Debreuil | Kompassrose, die auf Nachbargemeinden zeigt | Giraud   |
| Debreuil | Gayabois                                    | Gayabois |

## Klima
Nach dem Köppen-Geiger-System zeichnet sich Parc Estate durch ein tropisches Klima mit der Kurzbezeichnung Af aus.